# Sinjido
Sinjido (em coreano:  신지도) é uma ilha localizada na costa da província de Jeolla do Sul, na Coreia do Sul. Possui uma área de 30,92 km² e conta com vários picos: Sang-san (324 m), Nohak-bong (225 m), Beom-san (151 m) e Giseon-bong (141 m). Uma ponte conecta o condado de Wando à Sinjido.. A ilha possui 13 quilômetros de comprimento.